# Qardho
Qardho (arab. قرضو, Kardu) – miasto w północnej Somalii; w regionie Bari (Puntland); 29 944 mieszkańców (2005). Jest stolicą okręgu Qardho.